# Ходачки
Ходачки́ —  село в Україні, в Коростенському районі Житомирської області. Населення становить 165 осіб.

## Населення

### Мова
Розподіл населення за рідною мовою за даними перепису 2001 року:
| Мова       | Кількість | Відсоток |
| ---------- | --------- | -------- |
| українська | 164       | 99.39%   |
| російська  | 1         | 0.61%    |
| Усього     | 165       | 100%     |